# Howard Garland
Howard Garland (Detroit, 27 de outubro de 1937) é um matemático estadunidense, que trabalha com grupos algébricos, álgebra de Lie e álgebra de dimensão infinita.
Garland obteve em 1958 um bacharelado na Universidade de Chicago, com um mestrado em 1959 na Wayne State University, e um Ph.D. em 1964 na Universidade da Califórnia em Berkeley, orientado por Shiing-Shen Chern, com a tese On the cohomology of lattices in Lie groups). No pós-doutorado foi instrutor em 1964–1965 na Universidade Yale e em 1965–1966 professor visitante no Instituto de Estudos Avançados de Princeton. Na Universidade Yale foi em 1966 professor assistente, em 1969 professor associado e em 1973 professor pleno.
Foi palestrante convidado do Congresso Internacional de Matemáticos em Vancouver (1974).

## Publicações selecionadas
- com W. C. Hsiang: Garland H, Hsiang WC (1968). «A square integrability criterion for the cohomology of arithmetic groups». Proc Natl Acad Sci U S A. 59 (2): 354–360. PMC 224677. PMID 16591605. doi:10.1073/pnas.59.2.354
- com M. Goto: «Lattices and the adjoint group of a Lie group». Trans. Amer. Math. Soc. 124: 450–460. 1966. JSTOR 1994386. doi:10.1090/s0002-9947-1966-0199311-1
- «A rigidity theorem for discrete subgroups». Trans. Amer. Math. Soc. 129: 1–25. 1967. JSTOR 1994361. doi:10.1090/s0002-9947-1967-0214102-1
- com M. S. Raghunathan: «Fundamental domains for lattices in (R-)rank 1 semisimple Lie groups». Annals of Mathematics. 92: 279–326. 1970. JSTOR 1970838. doi:10.2307/1970838
- «A finiteness theorem for {\displaystyle K_{2}} of a number field». Annals of Mathematics. 94: 534–548. 1971. JSTOR 1970769. doi:10.2307/1970769
- «P-adic curvature and the cohomology of discrete subgroups of p-adic groups». Annals of Mathematics. 97: 375–423. 1973. doi:10.2307/1970829
- com M. S. Raghunathan: Garland H, Raghunathan MS (1975). «A Bruhat Decomposition for the Loop Space of a Compact Group: A New Approach to Results of Bott». Proc Natl Acad Sci U S A. 72 (12): 4716–4717. PMC 388799. PMID 16592292. doi:10.1073/pnas.72.12.4716
- «The arithmetic theory of loop algebras». J. Algebra. 53: 480–551. 1978. doi:10.1016/0021-8693(78)90294-6
- com I. B. Frenkel and G. J. Zuckerman: Frenkel IB, Garland H, Zuckerman GJ (1986). «Semi-Infinite Cohomology and String Theory». Proc Natl Acad Sci U S A. 83 (22): 8442–8446. PMC 386946. PMID 16578792. doi:10.1073/pnas.83.22.8442